# Seznam ulic v Tuřanech (Brno)
Seznam ulic v Tuřanech uvádí přehled ulic a veřejných prostranství na území evidenční části obce Tuřany v Brně, která je územně totožná s katastrálním územím Tuřanech a tvoří část městské části Brno-Tuřany.

## Seznam
| Název               | Pojmenováno po            | Souřadnice                       | Obrázek | Commons            | RÚIAN   | Mapy.cz         |
| ------------------- | ------------------------- | -------------------------------- | ------- | ------------------ | ------- | --------------- |
| Aviatická           | Letiště Brno-Tuřany       | 49°9′38″ s. š., 16°40′50″ v. d.  |         |                    | 2514851 | stre&id=5196939 |
| Chrlická            | Chrlice                   | 49°8′29″ s. š., 16°39′56″ v. d.  |         |                    | 22250   | stre&id=79070   |
| Dvorecká            | nádvoří                   | 49°8′43″ s. š., 16°40′3″ v. d.   |         |                    | 23027   | stre&id=79147   |
| Farní               | fara                      | 49°8′55″ s. š., 16°40′2″ v. d.   |         |                    | 23205   | stre&id=79164   |
| Farského            | Karel Farský              | 49°8′55″ s. š., 16°40′21″ v. d.  |         |                    | 23213   | stre&id=79165   |
| Glocova             | Edmund Gloc               | 49°9′0″ s. š., 16°39′34″ v. d.   |         | Glocova            | 23540   | stre&id=79198   |
| Hanácká             | Haná                      | 49°9′0″ s. š., 16°40′13″ v. d.   |         | Hanácká (Brno)     | 23698   | stre&id=79213   |
| Haraštova           | Šimon Harašta             | 49°9′ s. š., 16°39′54″ v. d.     |         |                    | 23728   | stre&id=79216   |
| Hasičská            | hasičská stanice          | 49°8′51″ s. š., 16°39′58″ v. d.  |         |                    | 23744   | stre&id=79218   |
| Heřmánková          | heřmánek pravý            | 49°8′26″ s. š., 16°40′ v. d.     |         |                    | 736431  | stre&id=150541  |
| Holásecká           | Holásky                   | 49°8′54″ s. š., 16°39′49″ v. d.  |         |                    | 24121   | stre&id=79256   |
| Honební             | honitba                   | 49°8′28″ s. š., 16°40′24″ v. d.  |         |                    | 815071  | stre&id=5182605 |
| Jedounkova          | Arnošt Jedounek           | 49°8′55″ s. š., 16°40′48″ v. d.  |         |                    | 815080  | stre&id=5182606 |
| Karkulínova         | Josef Karkulín            | 49°8′58″ s. š., 16°40′18″ v. d.  |         | Karkulínova (Brno) | 25411   | stre&id=79385   |
| Ke Špici            |                           | 49°8′29″ s. š., 16°40′18″ v. d.  |         |                    | 2514729 | stre&id=5196937 |
| Letiště Brno-Tuřany | Letiště Brno-Tuřany       | 49°9′23″ s. š., 16°41′42″ v. d.  |         |                    | 736449  | stre&id=146227  |
| Malínská            | Český Malín               | 49°9′ s. š., 16°39′50″ v. d.     |         |                    | 27383   | stre&id=79583   |
| Medkova             | Jan Medek                 | 49°9′55″ s. š., 16°40′39″ v. d.  |         |                    | 804754  | stre&id=5181073 |
| Moravská            | Morava                    | 49°8′28″ s. š., 16°39′57″ v. d.  |         |                    | 28134   | stre&id=79657   |
| Myslivecká          | les                       | 49°8′37″ s. š., 16°40′9″ v. d.   |         |                    | 28282   | stre&id=79672   |
| Měšťanská           | měšťanstvo                | 49°9′4″ s. š., 16°39′41″ v. d.   |         | Měšťanská (Brno)   | 27901   | stre&id=79635   |
| Podlipná            | Lipa                      | 49°8′56″ s. š., 16°39′53″ v. d.  |         | Podlipná (Brno)    | 29840   | stre&id=79826   |
| Pratecká            | Prace                     | 49°8′50″ s. š., 16°40′18″ v. d.  |         | Pratecká (Brno)    | 30198   | stre&id=79861   |
| Průmyslová          | průmysl Černovická terasa | 49°10′18″ s. š., 16°39′57″ v. d. |         |                    | 710199  | stre&id=143924  |
| Přichystalova       | Štěpán Přichystal         | 49°8′57″ s. š., 16°40′25″ v. d.  |         |                    | 30431   | stre&id=79885   |
| Revoluční           | revoluce                  | 49°8′58″ s. š., 16°39′47″ v. d.  |         | Revoluční (Brno)   | 30791   | stre&id=79921   |
| Režná               | žito                      | 49°8′24″ s. š., 16°40′ v. d.     |         |                    | 815098  | stre&id=5182607 |
| Rolencova           | Jaroslav Rolenc           | 49°8′44″ s. š., 16°39′23″ v. d.  |         | Rolencova (Brno)   | 30881   | stre&id=79930   |
| Růžová              | Růžový                    | 49°8′31″ s. š., 16°39′50″ v. d.  |         | Růžová (Brno)      | 31127   | stre&id=79954   |
| Sokolnická          | Sokolnice                 | 49°8′25″ s. š., 16°40′15″ v. d.  |         | Sokolnická (Brno)  | 31917   | stre&id=80032   |
| Střížova            | Arnošt Stříž              | 49°8′41″ s. š., 16°39′57″ v. d.  |         |                    | 32352   | stre&id=80076   |
| Tovární             | továrna                   | 49°7′57″ s. š., 16°40′29″ v. d.  |         |                    | 36986   | stre&id=80537   |
| Tuřanka             | Tuřany                    | 49°10′4″ s. š., 16°40′39″ v. d.  |         | Tuřanka (Brno)     | 33618   | stre&id=80201   |
| Tuřanská            | Tuřany                    | 49°9′4″ s. š., 16°39′34″ v. d.   |         | Tuřanská (Brno)    | 33626   | stre&id=80202   |
| Tuřanské náměstí    | Tuřany                    | 49°8′48″ s. š., 16°39′58″ v. d.  |         | Tuřanské náměstí   | 34878   | stre&id=80327   |
| U Radaru            | radar                     | 49°8′29″ s. š., 16°40′13″ v. d.  |         |                    | 2494051 | stre&id=5196792 |
| Uhýrkova            | František Uhýrek          | 49°8′56″ s. š., 16°39′39″ v. d.  |         |                    | 33880   | stre&id=80228   |
| Vítězná             | vítězství                 | 49°8′53″ s. š., 16°40′17″ v. d.  |         | Vítězná (Brno)     | 34592   | stre&id=80299   |
| Východní            | Tuřany                    | 49°8′37″ s. š., 16°40′14″ v. d.  |         |                    | 35025   | stre&id=80342   |
| Zezulova            | Tomáš Zezula              | 49°9′3″ s. š., 16°39′29″ v. d.   |         |                    | 35661   | stre&id=80406   |
| ulice 1. května     | Svátek práce              | 49°8′56″ s. š., 16°39′43″ v. d.  |         |                    | 35165   | stre&id=80356   |
| Špirkova            | Jan Evangelista Špirk     | 49°8′52″ s. š., 16°39′59″ v. d.  |         | Špirkova (Brno)    | 32891   | stre&id=80130   |
| Švédská             | Švédsko                   | 49°8′57″ s. š., 16°39′56″ v. d.  |         |                    | 33065   | stre&id=80146   |
| Šípková             | růže šípková              | 49°8′47″ s. š., 16°39′51″ v. d.  |         |                    | 32743   | stre&id=80115   |